# Rozalla
Rozalla (* 18. März 1964 in Ndola, Nordrhodesien; vollständiger Name Rozalla Miller) ist eine simbabwische Sängerin.

## Leben
Ihren Durchbruch schaffte Rozalla Miller 1991 mit der Eurodance-Single Everybody’s Free (To Feel Good). Rozalla erreichte sowohl in Deutschland als auch in Großbritannien Platz 6 der Singlecharts. In den US-amerikanischen Billboard-Charts stieg Rozalla mit der Single mit etwas Verzögerung bis auf Platz 37.
Weitere Charthits folgten 1992 mit Faith (In the Power of Love) (nicht veröffentlicht in Deutschland) und mit Are You Ready to Fly. Ihr Debütalbum Everybody’s Free erreichte auch die Charts. Danach wurde es stiller um Rozalla in Deutschland. Sie hatte noch mehrere Top-40-Hits in Großbritannien – zuletzt 1996 mit einem Remix von Everybody’s Free.
Im Jahr 1992 war Rozalla Support Act auf der Dangerous-Tour von Michael Jackson.
2002 kam Rozalla mit dem Remake Everybody’s Free mit Aquagen auf Platz 22 in den deutschen Singlecharts. 2004 folgte ein Best-of-Album mit ihren Hits.
2016 wurde ihr Lied Everybody’s Free zur Werbemelodie eines Tarifs eines deutschen Mobilfunk-Netzbetreibers.

## Diskografie

### Studioalben
| Jahr | Titel             | Höchstplatzierung, Gesamtwochen, AuszeichnungChartplatzierungen (Jahr, Titel, Platzierungen, Wochen, Auszeichnungen, Anmerkungen) | Höchstplatzierung, Gesamtwochen, AuszeichnungChartplatzierungen (Jahr, Titel, Platzierungen, Wochen, Auszeichnungen, Anmerkungen) | Höchstplatzierung, Gesamtwochen, AuszeichnungChartplatzierungen (Jahr, Titel, Platzierungen, Wochen, Auszeichnungen, Anmerkungen) | Anmerkungen                        |
| Jahr | Titel             | DE | CH | UK | Anmerkungen                        |
| ---- | ----------------- | --- | --- | --- | ---------------------------------- |
| 1992 | Everybody’s Free  | DE53 (7 Wo.)DE | CH31 (1 Wo.)CH | UK20 Silber · (4 Wo.)UK | Erstveröffentlichung: April 1992   |
| 1995 | Look No Further   | — | — | — | Erstveröffentlichung: 1995         |
| 1998 | Coming Home       | — | — | — | Erstveröffentlichung: 1998         |
| 2009 | Brand New Version | — | — | — | Erstveröffentlichung: 2009         |
| 2024 | Turn On the Light | — | — | — | Erstveröffentlichung: Februar 2024 |

### Kompilationen
- 1998: Feelin’ Good
- 2003: Best Of
- 2004: Everybody’s Free

### Singles als Leadmusikerin
| Jahr | Titel Album                                       | Höchstplatzierung, Gesamtwochen, AuszeichnungChartplatzierungen (Jahr, Titel, Album, Platzierungen, Wochen, Auszeichnungen, Anmerkungen) | Höchstplatzierung, Gesamtwochen, AuszeichnungChartplatzierungen (Jahr, Titel, Album, Platzierungen, Wochen, Auszeichnungen, Anmerkungen) | Höchstplatzierung, Gesamtwochen, AuszeichnungChartplatzierungen (Jahr, Titel, Album, Platzierungen, Wochen, Auszeichnungen, Anmerkungen) | Höchstplatzierung, Gesamtwochen, AuszeichnungChartplatzierungen (Jahr, Titel, Album, Platzierungen, Wochen, Auszeichnungen, Anmerkungen) | Höchstplatzierung, Gesamtwochen, AuszeichnungChartplatzierungen (Jahr, Titel, Album, Platzierungen, Wochen, Auszeichnungen, Anmerkungen) | Anmerkungen                          |
| Jahr | Titel Album                                       | DE | AT | CH | UK | US | Anmerkungen                          |
| ---- | ------------------------------------------------- | --- | --- | --- | --- | --- | ------------------------------------ |
| 1991 | Faith (In the Power of Love) Everybody’s Free     | — | — | — | UK11 (8 Wo.)UK | — | Erstveröffentlichung: April 1991     |
| 1991 | Everybody’s Free (To Feel Good) Everybody’s Free  | DE6 (20 Wo.)DE | AT18 (8 Wo.)AT | CH3 (18 Wo.)CH | UK6 Silber · (13 Wo.)UK | US37 (20 Wo.)US | Erstveröffentlichung: September 1991 |
| 1992 | Are You Ready to Fly Everybody’s Free             | DE25 (16 Wo.)DE | AT21 (6 Wo.)AT | CH6 (11 Wo.)CH | UK14 (6 Wo.)UK | — | Erstveröffentlichung: Februar 1992   |
| 1992 | Love Breakdown Everybody’s Free                   | — | — | — | UK65 (2 Wo.)UK | — | Erstveröffentlichung: April 1992     |
| 1992 | In 4 Choons Later Everybody’s Free                | — | — | — | UK50 (2 Wo.)UK | — | Erstveröffentlichung: August 1992    |
| 1993 | Don’t Play With Me Everybody’s Free               | — | — | — | UK50 (1 Wo.)UK | — | Erstveröffentlichung: Oktober 1993   |
| 1994 | I Love Music Look No Further                      | DE69 (7 Wo.)DE | — | — | UK18 (6 Wo.)UK | US76 (7 Wo.)US | Erstveröffentlichung: Februar 1994   |
| 1994 | This Time I Found Love Look No Further            | — | — | — | UK33 (3 Wo.)UK | — | Erstveröffentlichung: August 1994    |
| 1994 | You Never Love the Same Way Twice Look No Further | DE54 (10 Wo.)DE | — | — | UK16 (7 Wo.)UK | — | Erstveröffentlichung: Oktober 1994   |
| 1995 | Baby Look No Further                              | — | — | — | UK26 (3 Wo.)UK | — | Erstveröffentlichung: Februar 1995   |

Weitere Singles
- 1990: Born to Luv Ya
- 1995: Losing My Religion
- 1997: Coming Home
- 1998: Don’t Go Lose It Baby
- 2015: Say It Again
- 2019: Turn On the Light

### Singles als Gastmusikerin
| Jahr | Titel Album                            | Höchstplatzierung, Gesamtwochen, AuszeichnungChartplatzierungen (Jahr, Titel, Album, Platzierungen, Wochen, Auszeichnungen, Anmerkungen) | Höchstplatzierung, Gesamtwochen, AuszeichnungChartplatzierungen (Jahr, Titel, Album, Platzierungen, Wochen, Auszeichnungen, Anmerkungen) | Höchstplatzierung, Gesamtwochen, AuszeichnungChartplatzierungen (Jahr, Titel, Album, Platzierungen, Wochen, Auszeichnungen, Anmerkungen) | Höchstplatzierung, Gesamtwochen, AuszeichnungChartplatzierungen (Jahr, Titel, Album, Platzierungen, Wochen, Auszeichnungen, Anmerkungen) | Anmerkungen                                                       |
| Jahr | Titel Album                            | DE | AT | CH | UK | Anmerkungen                                                       |
| ---- | -------------------------------------- | --- | --- | --- | --- | ----------------------------------------------------------------- |
| 1998 | Friday Night –                         | — | — | — | UK76 (1 Wo.)UK | Erstveröffentlichung: November 1998 Phat ’N’ Phunky feat. Rozalla |
| 2002 | Everybody’s Free Weekender             | DE22 (7 Wo.)DE | AT17 (9 Wo.)AT | CH75 (3 Wo.)CH | — | Erstveröffentlichung: Mai 2002 Aquagen feat. Rozalla              |
| 2003 | Live Another Life It’s a Plastic World | — | — | — | UK55 (2 Wo.)UK | Erstveröffentlichung: November 2003 Plastic Boy feat. Rozalla     |
| 2005 | Everybody’s Free 2005 –                | — | — | — | UK78 Silber · (1 Wo.)UK | Erstveröffentlichung: April 2005 DNF feat. Rozalla                |
| 2009 | Everybody’s Free 2009 –                | DE52 (5 Wo.)DE | AT57 (3 Wo.)AT | — | — | Erstveröffentlichung: Mai 2009 Global Deejays feat. Rozalla       |